# 首振り式エンジン
首振りエンジン（くびふりエンジン）は蒸気機関の一種である。揺動するシリンダーの側面に給排気口があり、揺動により交互に吸気、排気する。初期の蒸気船に使用されたが、現在では一部の模型蒸気機関に使用されるにとどまる。
オシレーチングエンジン (oscillating engine) とも呼ぶ。
首振りエンジンは弁装置を必要とせず、直接シリンダーに給排気する単純な構造のエンジンである。シリンダーが揺動する事でシリンダーの給排気口が固定された側の吸気口と排気口の間を移動し、それぞれに重なった時に給排気が行われる。
首振りエンジンは現在では主に玩具や模型で使用されるが、かつては実用的な船舶や小型の定置式蒸気機関や小型の蒸気機関車等で使用された。構造が単純で安価に作れ、同規模のシリンダーを持つ他の種類のエンジンよりも小型化できたことが動力機関としての長所だった。
大型化、高出力化に適さない構造であることや、蒸気が高圧になると側面から漏れやすいことが短所とされるが、過剰な圧力が逃げやすいのは模型における安全弁の代わりにもなる。

## 運転
ピストンを押すために適切なタイミングで蒸気をシリンダーの端から供給する必要があった。反対方向ではシリンダー内から蒸気を排出する必要があった。クランク軸の回転により連接棒は上下に動いた。(垂直にシリンダーを設置した場合)ピストンロッドは剛体でピストン自体、相対的に直径より長かったのでこの場合は揺動した。この設計は玩具や模型のエンジンで見られる。シリンダーの上死点側の側面に穴があり(複動式シリンダーの場合にはそれぞれ上死点側と下死点側の両方)、揺動時にそれぞれ吸気口、排気口に重なった時に給排気を行う。吸気口に重なった時に流入した蒸気はピストンを押して排気口に重なった時に排出され大気中または復水器に入る。
実物大のエンジンにおいて吸気と排気口は通常回転軸に設置された。 (トラニオン) しかしながら弁は分離され首振り運動によって制御された。これは蒸気の供給を止めるタイミングを早くして膨張作用を有効に活用する目的だった。一例として外輪船のPD Krippenのエンジンの例がある。Woolf 複式機関では2段階に膨張するようにした。これは単純化の利点を失うがそれでも尚コンパクトさの利点は保たれた。

## 逆転
首振り式エンジンは弁装置がないので(通常の固定シリンダーにおける)弁装置による逆転が不可能で最初に手動で始動する方向に回転する。また、蒸気の吸気口と排気口を逆に接続する方法でも逆転する。

## 首振り式エンジンの例
首振り式エンジンの例
- 逆転可能な模型蒸気機関トラニオンはレバーの偏心で移動
- 典型的な小型定置首振り式エンジン

## 実用例
ウィスコンシン州ミルウォーキーのFiler and Stowell社とノースカロライナ州ゴールズボロのDewey Bros社で林業用の機関車として製造された記録がある。外輪船等の蒸気船でも使用された。

## 水圧機関

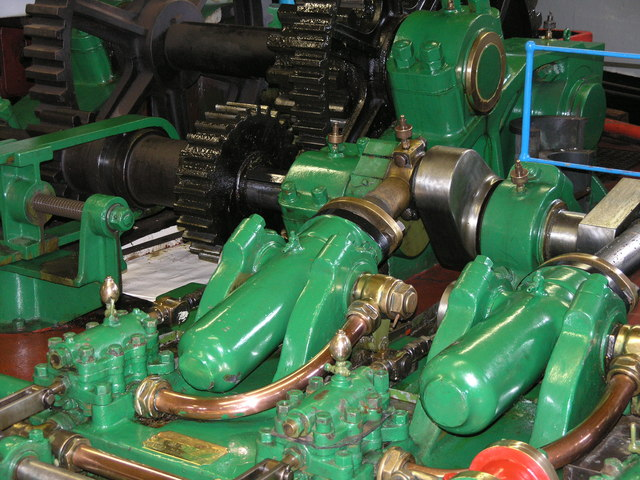
タイン川の可動橋のアームストロング社の水圧機関

ウィリアム・アームストロングによって製造されたような可動橋や船渠の開閉に用いられた初期の油圧装置に単動式首振り圧力モーターが使用された。